# ツインビー レインボーベルアドベンチャー
『ツインビー レインボーベルアドベンチャー』（TwinBee Rainbow Bell Adventure）は、1994年1月7日にコナミから発売されたスーパーファミコン用横スクロールアクションゲーム。
『ツインビー』（1985年）シリーズの7作目にあたり、シューティングゲームとして発売されていた『ツインビー』シリーズで初のアクションゲームとなっている。欧州版のタイトルは『Pop'n TwinBee: Rainbow Bell Adventures』。
開発はコナミ開発3部、ディレクターはファミリーコンピュータ ディスクシステム用ソフト『謎の壁 ブロックくずし』（1986年）を手掛けた神戸良治が担当、音楽は松原健一、森本ゆきえ、三木彩子、キャラクター・デザインはShuzilow.HAが担当している。ゲーム内容は、自機「ツインビー」、「ウインビー」、「グインビー」を操作し、世界征服を企む悪の科学者ワルモン博士を倒して伝説の7つのレインボーベルを取り戻す事を目的としている。
前年より展開されていたラジオドラマ『ツインビーPARADISE』（1993年 - 1997年）の流れを汲んでおり、同作に登場したワルモン博士やザコビーなどがコンピュータゲームとしては初登場した。ただし、操作キャラクターのパイロット3人の名前は機体名と同一という点はそのままである。また、ゲーム中のボイスは同番組のパーソナリティであった國府田マリ子が担当している。
1997年にニンテンドウパワーでの書き換えにも対応した他、2014年にはWii U用ソフトとしてバーチャルコンソールにて配信された。

## 概要
操作キャラクターは、「ツインビー」「ウインビー」「グインビー」の3体で、それぞれ性能が異なる。体力はライフ制である。基本的にはサイドビューの横スクロールアクションゲームだが、任意で全方向スクロールする事ができるジャンプアクションゲームとなっている。
ツインビーシリーズ従来のベルによるパワーアップを備えており、威力は低いが連続で遠距離を攻撃できる「レーザー」、近接攻撃が強力になる「固有武器の追加」、滑りくく踏みつけ攻撃が強くなる「スパイク」、「バリア」や「分身」を取得できる。最初から備えている能力として、「ためパンチ」と「ためジャンプ」がある。いずれもチャージ式であり、最大値まで溜めることで発動できる。ためパンチはエネルギー弾をとばし、ためジャンプはブースターを使い直線的に高速移動し飛行・体当たりができる。
プレイするステージはマップ画面で選択。全33ステージ。通常ステージのクリア方法は、ステージに設置してあるゴールへ向かうことである。ゴールが複数あるステージもあり、それによってステージが分岐する。ステージに制限時間などは設けられておらず、1つのステージ中に何時間でも滞在できるが、各ステージに目標タイムが設定されているためタイムアタックの要素もある。
ステージによって難易度がまちまちであり、操作性もあまり良くないため、プレイに苦労する場合もある。エンディングは数種類用意されており、ゲーム中に隠されている妖精を何匹集めたかなどによって変わる。

## ゲーム内容

### システム
ライフ制
ライフは画面左上の3つのハートマークで表される。ダメージを受けると1つずつ減少し、すべて失うとミス。ダメージを受けると保有しているベルが飛び散り装備を失ってしまうが、飛び散るベルを回収することでいくつかは取り戻すことができる。
コンティニュー
ライフをすべて失うとミスになるが、何度でもコンティニューが可能。キャラクターの選択から再開される。
目標タイム
ステージ毎に目標タイムが設定されており、時間内にゴールできればフルパワーアップが行われる。
クリア率
通過したゴールの数、開けたドアの数、集めた妖精の数によって変動。高くなるほど最終ボスが強くなり、エンディングも変化する。
セーブ
バッテリーバックアップによるセーブ機能を搭載。セーブファイルは4つ。マップ画面に出たときに自動でセーブが行われ、ゲームの進行状況（通過したゴール、開けたドア、集めた妖精、手に入れた鍵、取り戻したレインボーベルなど）を保存することができる。ライフやパワーアップは保存されず、再開すると初期状態に戻る。
パスワード
セーブデータの内容は全128文字のパスワードとして表される。セーブデータが消失した際などには、あらかじめメモしておいたパスワードを入力することでデータを復元することも可能。

### 2人同時プレイ
今作でも、従来の『ツインビー』シリーズ作品と同様に2人同時プレイが可能。
PLAYER2
通常モードを2人でプレイするモード。従来作品における合体攻撃やライフ受け渡しなどのような2人同時プレイ特有のシステムは特に存在しない。画面分割などは行われないため、一人が激しく動くともう一人は画面外に出てしまうなどの問題点もある。
バトルモード
2人対戦モード。3ラウンド制で、2本先取した方の勝ち。画面は上下に分割され、上画面が1P、下画面が2P。プレイヤーのライフは通常と同じく3だが、裏拳以外の攻撃方法によるダメージはすべて1になっている（裏拳のみ2）。使用されるステージはバトルモード専用のもの。

### アクション
攻撃力はボスに当てた場合のダメージ量。
歩く／走る
十字ボタン←→で歩く。押し続けると徐々に加速していく。
パンチ／武器攻撃　（攻撃力 パンチ2／ハンマー4／リボン2／ガラガラ1）
PUNCHボタンを押すとパンチを繰り出す。黄ベルを取っている場合は武器攻撃になる。↑か↓を押したままPUNCHボタンを押すと上下方向を攻撃できる。
ジャンプ／踏み攻撃　（攻撃力1／スパイクシューズ装備時2）
JUNPボタンを押すとジャンプ。敵を踏みつけて攻撃することもできる。↑を押した状態でJUNPボタンを押すと上へ攻撃しながらジャンプ。ジャンプですり抜けられる床の上で↓を押した状態でJUNPボタンを押すと、下へ攻撃しつつ床をすり抜けて降りることができる。
泳ぐ
水中でJUNPボタンを押すと泳ぐ。水面付近で↑を押した状態でJUNPボタンを押すと上へ攻撃しながらジャンプ。
ホバリング
空中で↑を押すと、ホバリングを行いゆっくりと降下する。一度ホバリングをやめた後は、着地するかためジャンプをするまで再度ホバリングすることはできない。
ためパンチ　（攻撃力4）
PUNCHボタンを押し続けるとパンチゲージが溜まり、最大まで溜まった状態でボタンを離すと、十字ボタンの入力されている方向（8方向）へパンチとともに光弾を放つ。十字ボタンが入力されていない場合は正面に発射。地面に立って止まっている状態でしかチャージ、発射はできない。
ためジャンプ　（攻撃力4）
JUNPボタンを押し続けるとジャンプゲージが溜まり、最大まで溜まった状態でボタンを離すと、十字ボタンの入力されている方向（8方向）へまっすぐ飛んで行く。体当たりによる攻撃も可能。壁に当たれば跳ね返る。十字ボタンが入力されていない場合は発動しない。
レーザーガン　（攻撃力1）
青ベル保有時にLASERボタンを押すとレーザー発射。発射されるレーザーには貫通力がある。発射方向は正面のみ。
アイテムを持つ／置く／投げる
HOLDボタンで攻撃アイテムを持つ。もう一度押すとアイテムをその場に置く。持ったアイテムはPUNCHボタンで投げて使用する。
スライディング　（攻撃力2）
最高速で走っているときに↓を押すと、ヘッドスライディングで攻撃。
裏拳　（攻撃力4）
振り向きながらPUNCHボタンを押すと、巨大な拳で裏拳を繰り出す。小さな敵は吹き飛ばして一撃で倒すことができるが、吹き飛ばして倒した敵からはベルが出ない。バトルモードでは唯一、相手に2ダメージを与えることができる攻撃。

### ベルパワーアップ
今作にはベル雲が登場せず、ベルは主に敵を倒した時に出現する。ベルには攻撃を当てたりすることはできず、色が変わることもない。
■黄ベル　武器
キャラクター毎に異なる武器を装備する。PUNCHボタンで出る攻撃がパンチから武器攻撃に変化。
■青ベル　レーザーガン
レーザーガンを装備。LASERボタンでレーザーを発射できるようになる。
□白ベル　スパイクシューズ
踏み攻撃の威力が上がる。氷の上では滑り止めの効果がある。
■緑ベル　分身
分身を1つ装備。最大3つまで。自機の移動する軌跡をついて回り、停止しても自機の座標に集まることなく位置関係は保持される。弾を撃つことはないが、ぶつける事で攻撃することができる（攻撃力2）。分身というより『出たな!!ツインビー』のしっぽバリアに近い性質。
■紫ベル　バリア
全身を包むバリアを装備。耐久力は1発。
■ピンクベル　無敵
取ってから一定時間の間、無敵状態になる。体当たりするだけでも攻撃できるようになるが、攻撃力は低い。

### アイテム
攻撃アイテム
ステージ中に置かれている？カプセルの中に入っている。
- ボール　（攻撃力2）

投げると画面内を跳ね回って攻撃する。
- ホーミングミサイル　（攻撃力2）

投げると敵を追いかけて飛んでゆく。画面外に出ると消えてしまうが、画面内にある限り消滅することはなく、いつまでも攻撃しつづける。
- 爆弾　（攻撃力2）

投げると放物線を描いて飛ぶ。敵や地形に当たると爆発し、画面全体を攻撃する。
- トゲトゲ

バトルモードにのみ出現。投げると一直線に飛び、画面外に出ても消滅することなく飛び続ける。
その他のアイテム
- 鈴

ステージ中に222～999個配置されており、100個集めるとライフが1つ回復。ステージ中の鈴を全て集めるとフルパワーアップ。
- ハート

取るとライフが1つ回復する。
- 鍵

ステージ中にあるドアを開け、ワープゾーンを開通させるための鍵。全部で6つあり、それぞれ対応する色のドアを開けることができる。使ってもなくなる事はない。
- 妖精

ステージの各所に漂っている妖精。全部で193匹が配置されている。取っても何も起こらないが、集めた数はエンディングで発表されるクリア率に影響する。
- りんご

隠しアイテム。ダメージを受けた状態で攻撃アイテムを持ち、何も操作せずに30秒待つと、持っていたアイテムがりんごに変化。食べてライフを回復することができる。
- かなしばり

バトルモードにのみ出現。一定時間、相手を動けなくする。
- きえルン

バトルモードにのみ出現。一定時間、自分の姿が相手側画面に映らなくなる。

### 日本国外版
ヨーロッパ版がPop'n TwinBee: Rainbow Bell Adventuresの名前でSNES用ソフトとして発売されている。
日本版との主な違い
- マップ構成が一本道。それに伴いどのステージもゴールは1つになっている。
- マップ画面でのキャラ会話がない。
- ゲームスピードが日本版よりやや遅い。
- バッテリーバックアップによるセーブ機能は搭載されておらず、ゲームの再開はパスワードで行う。

## 設定

### ストーリー
伝説の7つのレインボーベルが世界征服をたくらむ悪の科学者ワルモン博士に奪われてしまい、人々の希望の象徴であったメローラ姫もその姿を消してしまった。シナモン博士の作った3機の戦闘機ツインビー、ウインビー、グインビーはワルモン博士の野望を阻止するために、レインボーベルを取り戻そうとしたのだった。

### ステージ構成
- エリア1：ヘコポンアイランド

空に浮かんだ美しい島。最初のエリアだけに、特殊な仕掛けはほとんどない。

ボス　ボスビー（ステージ5）
- エリア2：キラリンダンジョン

壁がキラキラ光る洞窟。暗闇を照らして進むため、やや視界が狭い。

ボス　ビョンビー（ステージ10）
- エリア3：イーストウッズ

東方に位置する熱帯雨林地帯。水中を泳いで進む場面がある唯一のエリア。

ボス　パカポン（ステージ14）
- エリア4：ガチャポコゾーン

ファンシーなお城の中のような風景が広がる謎のエリア。なぜ「謎のエリア」なのかは誰にもわからない。だからこそ謎のエリアなのだ、とはシナモン博士の弁。ワープゾーンでつながった数多くの部屋を行き来してゴールを目指す。

ボス　デブンビー（ステージ18）
- エリア5：オーロラマウンテン

雪と氷に覆われたエリア。氷の上は滑りやすいのでスパイクシューズを用意しておきたい。

ボス　デルンビー（ステージ26）
- エリア6：ワルモンラボ

その名のとおり、ワルモン博士の研究所。数々の仕掛けが行く手を阻む。

ボス　メタルビー（ステージ28）
- エリア7：ボスラッシュ

- 最終ボス　ニセツインビー

ワルモン博士自らが操縦する最終兵器。ツインビー、ウインビー、グインビーの能力を使い分け、それぞれの得意技で攻撃してくる。クリア率に応じて耐久力と攻撃パターンが強化される。

## 登場キャラクター

### プレイヤーキャラクター
●ツインビー
武器はパンチと同じ攻撃範囲だが、攻撃力が高い「ハンマー」。ためパンチ、ためジャンプのチャージはいずれも同じ長さ。扱いやすく、汎用性に優れる。
●ウインビー
武器はパンチと同じ攻撃力だが、リーチが長い「リボン」。ツインビーに比べてためパンチのチャージが長く、ためジャンプのチャージが短い。移動の要であるためジャンプを早く出せるため機動力に優れる。ジャンプする際にボタンを長めに押した程度でもためジャンプのチャージが完了してしまうため、操作に慣れないと暴発してあらぬ方向へ飛んでしまうことも多い。
●グインビー
武器はパンチより攻撃力が低いものの、画面端まで届く飛び道具の「ガラガラ」。ツインビーに比べてためパンチのチャージが短く、ためジャンプのチャージが長い。高威力のためパンチを早く出せることから火力に優れる。

### その他の登場キャラクター
シナモン博士
ツインビーたちを作った天才科学者。マップ画面での会話シーンに登場し、アドバイスをくれる。
ワルモン博士
レインボーベルを奪い、全宇宙の支配をたくらむ悪の天才科学者。シナモン博士のライバル。
ザコビー
ステージの各所に出てくるザコキャラクター。
メローラ姫
人々の平和を願う心の集合体。ワルモン博士がレインボーベルを奪い去ったことにより人々の希望が失われ、姿をかき消されてしまった。
メローラ姫が『出たな!!ツインビー』の惑星メルの女王から、意識の集合体へ設定が変更されたのは本作から。

## 移植版
| No. | タイトル                                | 発売日                      | 対応機種                                  | 開発元 | 発売元 | メディア                              | 型式 | 備考 |
| --- | --------------------------------------- | --------------------------- | ----------------------------------------- | ------ | ------ | ------------------------------------- | ---- | ---- |
| 1   | ツインビー レインボーベルアドベンチャー | 1997年9月30日               | スーパーファミコン （ニンテンドウパワー） | コナミ | コナミ | SFメモリカセット                      | -    |      |
| 2   | ツインビー レインボーベルアドベンチャー | 2014年5月21日 2014年7月31日 | Wii U                                     | コナミ | KDE    | ダウンロード （バーチャルコンソール） | -    |      |

## 音楽
サウンドトラック
- 『ツインビー～レインボーベルアドベンチャー～オリジナルサウンドトラック』

2枚組。DISC1にはオリジナルサウンドトラック、DISC2にはアレンジ曲とパステルの語りが収録されている。

## スタッフ
- ディレクター：かんちゃん（神戸良治）
- キャラクター・デザイン：はまちゃん（濱川修二郎）
- プレイヤー・デザイン：ふくちゃん（福田裕貴）
- エネミー・デザイン：じゅんちゃん（中川潤）
- シーン・ペインティング：かんちゃん（神戸良治）、ゆきちゃん（和田由紀子）、はなちゃん（花崎幸子）、カリガリ ャン（矢内一則）
- システム・プログラム：あきちゃん（南方章宏）
- プレイヤー・プログラム：しばちゃん（柴田裕治）
- エネミー・プログラム：ちゃちゃ よしだ（吉田晃之）
- デモ・プログラム：なおちゃん（上中直人）
- サウンド・プログラム：けろっぴ いのうえ（井上秀登）
- 音楽：けんちゃん（松原健一）、そのすじ もりもと（森本ゆきえ）、つみきさいころ（三木彩子）
- 効果音：えとーちゃん（衛藤英幸）
- ボイス：國府田マリ子
- ビジュアル・デザイン：よしもっちゃん（吉本陽一）
- パブリシティー・サービス：いけちゃん、さごいちゃん（砂井幸代）、たむらちゃん（田村重幸）、やぎちゃん（八木良子）
- アシスタント：ふわちゃん（ふわまりこ）、よしぴー（まえかわよしこ）
- スペシャル・サンクス：といちゃん（豊原浩司）、かっちゃん（長江勝也）、あおちゃん（青山和浩）、かずちゃん（山下和之）、ふっちー（藤岡謙治）、やまちゃん、かわまっちゃん、あらいちゃん（あらいともゆき）、すぎちゃん、こばちゃん、こなみほっとらいんのみなさん、えいぎょうぶのみなさん、こなみれーべる
- マネージャー：くにちゃん（樹下國昭）

## 評価
ゲーム誌『ファミコン通信』のクロスレビューでは8・7・7・6の合計28点（満40点）、『ファミリーコンピュータMagazine』の読者投票による「ゲーム通信簿」での評価は以下の通りとなっており、23.1点（満30点）となっている。
| 項目 | キャラクタ | 音楽 | お買得度 | 操作性 | 熱中度 | オリジナリティ | 総合 |
| 得点 | 4.5        | 3.8  | 3.4      | 3.8    | 3.9    | 3.8            | 23.1 |

## 漫画版
徳間書店インターメディアのゲーム雑誌『ファミリーコンピュータMagazine』に連載された、『ツインビー』シリーズをモチーフにした漫画作品。作者は品川KID。後に単行本も発売された（全2巻）。
タイトルは本作を冠してはいるものの、本作の登場人物以外に『Pop'nツインビー』のマドカやマードック博士、漫画版のみのオリジナルキャラクターが登場している。しかし、設定や物語は作者独自のものとなっている。